# Mayday
Mayday es una palabra de procedimiento utilizada en radiocomunicación como señal de socorro en casos especialmente urgentes y graves, cuando peligran vidas humanas. Esta llamada de emergencia se emplea en ámbitos relacionados con la navegación, como la marina mercante, las fuerzas policiales, la aviación o los transportes. En la llamada inicial de socorro, se repite tres veces (mayday, mayday, mayday). El término se acuñó como adaptación gráfica al inglés del verbo francés en su forma infinitiva y pronominal m'aider («ayudarme»), abreviación a su vez de la expresión Venez m'aider! («¡Vengan/venid a ayudarme!»). 
El artículo 32 del Reglamento de Radiocomunicaciones de la Unión Internacional de Telecomunicaciones, en el numeral 32.13BA indica que la pronunciación debe ser «meidei», y numeral 32.47 dice que el centro de salvamento que coordine el rescate puede imponer silencio radiofónico mediante la señal «Silence Mayday», pronunciado «siláns medé», la cual es pronunciación de las palabras francesas «silence m'aider».

## Origen del término
Aider es el infinitivo en francés del verbo «ayudar». Sin embargo, no es utilizada como una orden imperativa por sí sola. El inventor de la expresión, Frederick Stanley Mockford, declaró que corresponde al francés m'aider como abreviación de la frase «venez m’aider» («venid/vengan a ayudarme»). La forma imperativa correcta sería «Aidez-moi» y la forma m'aidez no existe como imperativo en francés. En ambos casos, mayday debe pronunciarse según la fonética inglesa, meidei. La Convención Radiotelegráfica Internacional de Washington de 1927 adoptó la frase como llamada internacional de auxilio urgente para el transporte aéreo y marítimo.

## Llamadas de auxiliomayday
La situación en que se utiliza este tipo de llamadas es aquella en que una embarcación, un avión u otro vehículo de transporte se encuentra en peligro grave e inminente, por lo que requiere ayuda inmediata. Las situaciones de «peligro grave e inminente» en los cuales sería apropiada una llamada de mayday pueden ser el fuego, una explosión, o un hundimiento. También se utiliza en aeronáutica, cuando la aeronave está en grave riesgo de accidente, ya sea por fallos en los sistema de navegabilidad, condiciones climáticamente adversas, secuestro o amenaza terrorista, etc.
La Administración Federal de Aviación recomienda a los aviones civiles que hacen una llamada de atención en el espacio aéreo de los Estados Unidos que utilicen el siguiente formato, omitiendo las partes según sea necesario para la conveniencia o cuando sean irrelevantes (mayúsculas como en la fuente original):
Mayday, Mayday, Mayday; (Nombre de la estación dirigida); Señal y tipo de llamada de avión; Naturaleza de la emergencia; Clima; Intenciones y / o solicitudes del piloto; Posición actual y rumbo, o si se perdió la última posición conocida y el rumbo y el tiempo cuando la aeronave estaba en esa posición; Altitud o nivel de vuelo; Combustible restante en minutos; Número de almas a bordo; Cualquier otra información útil.

## Historia
La llamada de mayday fue ideada en 1923 por Frederick Stanley Mockford (1897-1962). Mockford, un operador de radio del aeropuerto de Croydon en Londres, recibió el encargo de encontrar una palabra que indicara señal de socorro y fuera entendida fácilmente por todos los pilotos y personal de tierra en una emergencia. Debido a que gran parte del tráfico estaba en ese entonces entre Croydon y el aeropuerto de Le Bourget en París, Mockford propuso la palabra «mayday» (m'aider), forma corta de venez m'aider en francés (vengan a ayudarme).
Hasta su adopción en 1927 por parte de la Convención Radiotelegráfica Internacional de Washington, el SOS era su equivalente en código Morse.
«SOS» fue la señal oficial hasta el 1 de enero de 1998, cuando desapareció la telegrafía a bordo de los buques y se dio paso único a la radio por voz y a los sistemas satelitales.  El último buque en emitirla fue el MV Oak, casualmente el 31 de diciembre de 1997, cuando sus motores se pararon durante una tormenta y se produjo un corrimiento de carga.
Con la aparición de la radio por voz se creó también una llamada de emergencia sonora equivalente a la telegráfica conocida como «mayday«. Esta llamada fue ideada por Frederick Stanley Mockford en 1923 y fue adoptada en la Conferencia Radiotelegráfica Internacional de 1927 que tuvo lugar en Washington. Para iniciar la llamada de socorro por voz debe decirse 3 veces «mayday». A día de hoy «mayday» sigue siendo la llamada mundial de socorro.